# HD 53501
HD 53501 är en ensam stjärna med stor egenrörelse i den mellersta delen av stjärnbilden Flygfisken. Den har en skenbar magnitud av ca 5,17 och är svagt synlig för blotta ögat där ljusföroreningar ej förekommer. Baserat på parallax enligt Gaia Data Release 2 på ca 10,6 mas, beräknas den befinna sig på ett avstånd på ca 308 ljusår (ca 94 parsek) från solen. Den rör sig bort från solen med en heliocentrisk radialhastighet på ca 40 km/s.

## Egenskaper
HD 53501 är en orange till gul jättestjärna av spektralklass K3 III, som har förbrukat förrådet av väte i dess kärna och utvecklats bort från huvudserien. Den har en massa som är ca 1,1 solmassor, en radie som är ca 21 solradier och har ca 135 gånger solens utstrålning av energi från dess fotosfär vid en effektiv temperatur av ca 4 100 K.